# 隆格内斯
隆格内斯（法語：Longuenesse，法語發音：[lɔ̃ɡnɛs]）是法国上法蘭西大區加来海峡省的一个市镇，属于圣奥梅尔区。

## 地理
隆格内斯（50°44'8"N, 2°14'14"E）面积8.4 平方千米，位于法国上法蘭西大區加来海峡省，该省份为法国北部沿海省份，西北濒北海，南至索姆省，东临北部省。
与隆格内斯接壤的市镇（或旧市镇、城区）包括：阿尔克、布朗代克、圣马丹莱塔坦盖姆、圣奥梅尔、维斯克、维泽讷。

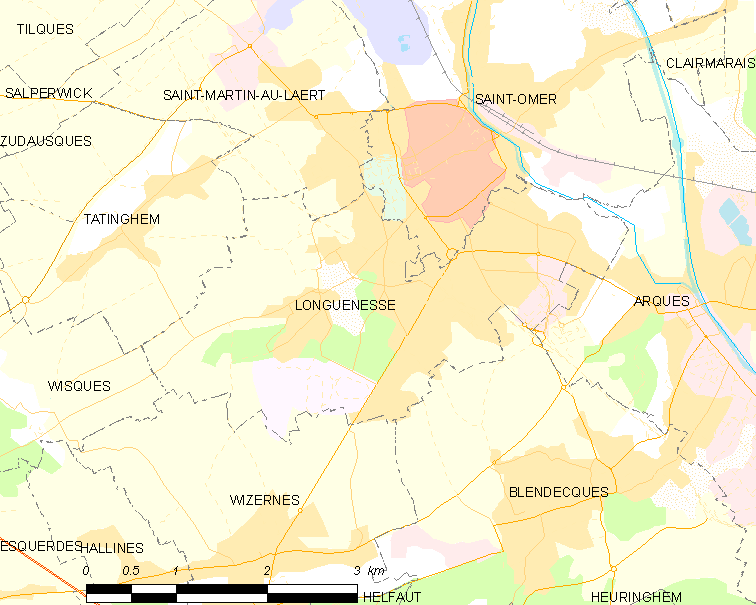
隆格内斯的OSM定位图

隆格内斯的时区为UTC+01:00、UTC+02:00（夏令时）。

## 行政
隆格内斯的邮政编码为62219，INSEE市镇编码为62525。

## 政治
隆格内斯所属的省级选区为隆格内斯县。

## 人口

1962-2008年间隆格内斯人口变化图示

隆格内斯于2022年1月1日时的人口数量为10559人。